# Айснер, Майкл
Майкл Айснер или Эйснер (англ. Michael Dammann Eisner, р. 7 марта 1942, Маунт-Киско, штат Нью-Йорк, США) — американский предприниматель, бизнесмен, CEO, с 22 сентября 1984 по 30 сентября 2005 был председателем самого большого медиа-конгломерата — The Walt Disney Company, который включает в себя кабельную сеть с 140 миллионами пользователей и две видеопроизводящие компании.

## Биография

### Ранние годы
Майкл Айснер родился в городке Маунт Киско (Mt. Kisco) в 50 километрах от Нью-Йорка. Вырос на Манхэттене. Окончил университет Дэнисон в степени бакалавра. Отец Майкла был адвокатом и региональным руководителем в Министерстве жилищного хозяйства. Мать Майка была президентом научно-исследовательского медицинского института.

### Работа на телевидении
Майкл начал работать на телевидении ещё будучи студентом колледжа. Сначала он работал на NBC в качестве мелкого служащего, а затем и клерка. В дальнейшем он работал на CBS и после сокращения перешёл на ABC. В течение нескольких лет упорной работы на телеканале он, с огромным успехом, был менеджером по составлению сетки вещания ТВ программ и впоследствии стал вице-президентом по планированию прайм-тайма канала.
После того как ABC заняла устойчивое первое место в рейтингах, он покинул канал и устроился на студию Paramount Pictures. Он снизил расходы студии и именно при нём были сняты такие фильмы, как Индиана Джонс: В поисках утраченного ковчега и Лихорадка субботнего вечера, франшиза Звёздный путь. В 1984 году Майкл Эйснер решает уйти в компанию Walt Disney переживавшую тогда не лучшие времена.

### Дисней
После того как Айснер был приглашён председателем The Walt Disney Company, началась реструктуризация компании. Было создано знаменитое подразделение Walt Disney Television Animation, которое стало делать мультфильмы для телевидения. Это был очень удачный коммерческий ход, рейтинги утренних блоков мультсериалов были довольно большими. Также он начал продавать телекомпаниям права на показ старых диснеевских мульт- и художественных фильмов. В 1992 был открыт Диснейлэнд в Париже, а в 2005 и в Гонконге. В 1995 компания приобрела телесеть ABC.
В начале 2000-х годов ветераны компании Диснея подвергли Эйснера резкой критике под лозунгом «Спасите Дисней». По их мнению, он сконцентрировал всю деятельность на получении прибыли, покупая идеи и персонажей у других продюсеров, а новые фильмы начали становиться стереотипными и лишёнными знаменитого «диснеевского» духа. К тому же огромная собственность в виде телеканалов и нескольких киностудий стала приносить компании Уолта Диснея убытки. В 2005 году Майкл Эйснер подал в отставку .

### После Диснея
С 2006 года по 2009 год вёл своё собственное шоу «Беседы с Майклом Айснером» (англ. Conversations with Michael Eisner). Чаще всего приглашенные гости — это директора компаний, политические фигуры и артисты. Также являлся исполнительным продюсером шоу.
Член Зала славы телевизионной академии с 2012 года. 3 августа 2017 стало известно, что Айснер и его компания Tornante Company завершили покупку футбольного клуба Портсмут за £5.67 миллионов. В настоящее время его состояние насчитывает около 1 миллиарда долларов.

### Личная жизнь
- Женат на Джэйн Брекенридж.
- У него три сына: Майкл «Брек», Эрик и Андерс.
- В 1994 подвергся хирургической операции.